# Can Brancós
Can Brancós és una obra de Rupià (Baix Empordà) protegida com a Bé Cultural d'Interès Local.

## Descripció
Mas de planta rectangular amb coberta a dues aigües i carener paral·lel a la façana principal. La volumetria del mas és de planta baixa i un pis. Actualment té les dues façanes sense arrebossar i queda al descobert la pedra de llindes i muntants de les obertures. Al voltant hi ha sèrie de construccions aïllades amb diverses finalitats: un cobert de fusta i sostre de teula davant la façana sud, un cobert per a guardar maquinària i una barraca amb murs ceràmics arrebossats i pintats.